# Espiral de Fermat

Les dues branques de l'espiral de Fermat.

L'espiral parabòlica (coneguda també com a espiral de Fermat, en honor de Pierre de Fermat) és una corba que compleix l'equació:
{\displaystyle r=\pm \theta ^{1/2}\,}
en coordenades polars. En la seva forma més general l'espiral compleix que {\displaystyle r^{2}=a^{2}\theta }.
És molt similar a l'espiral d'Arquímedes, però aquesta té sempre la mateixa distància entre els arcs, cosa que no es compleix en el cas de l'espiral de Fermat.

## Relació amb la raó àuria
En els patrons de fil·lotaxi, la malla d'espirals que es produeix en discs germinatius es produeix en nombres de Fibonacci perquè la divergència (angle de successió en una única disposició en espiral) s'acosta a la proporció àuria. La forma de les espirals depèn del creixement dels elements generats seqüencialment. En discs madurs, quan tots els elements tenen la mateixa mida, la forma de les espirals és idòniament equivalent a la d'una espiral de Fermat. Això es deu al fet que l'espiral de Fermat recorre anells iguals en torns iguals. El patró espiral resultant dels discs unitaris s'hauria de distingir de les espirals de Doyle, patrons formats per discs tangents de radis geomètricament creixents col·locats a espirals logarítmiques.